# Katy Walther

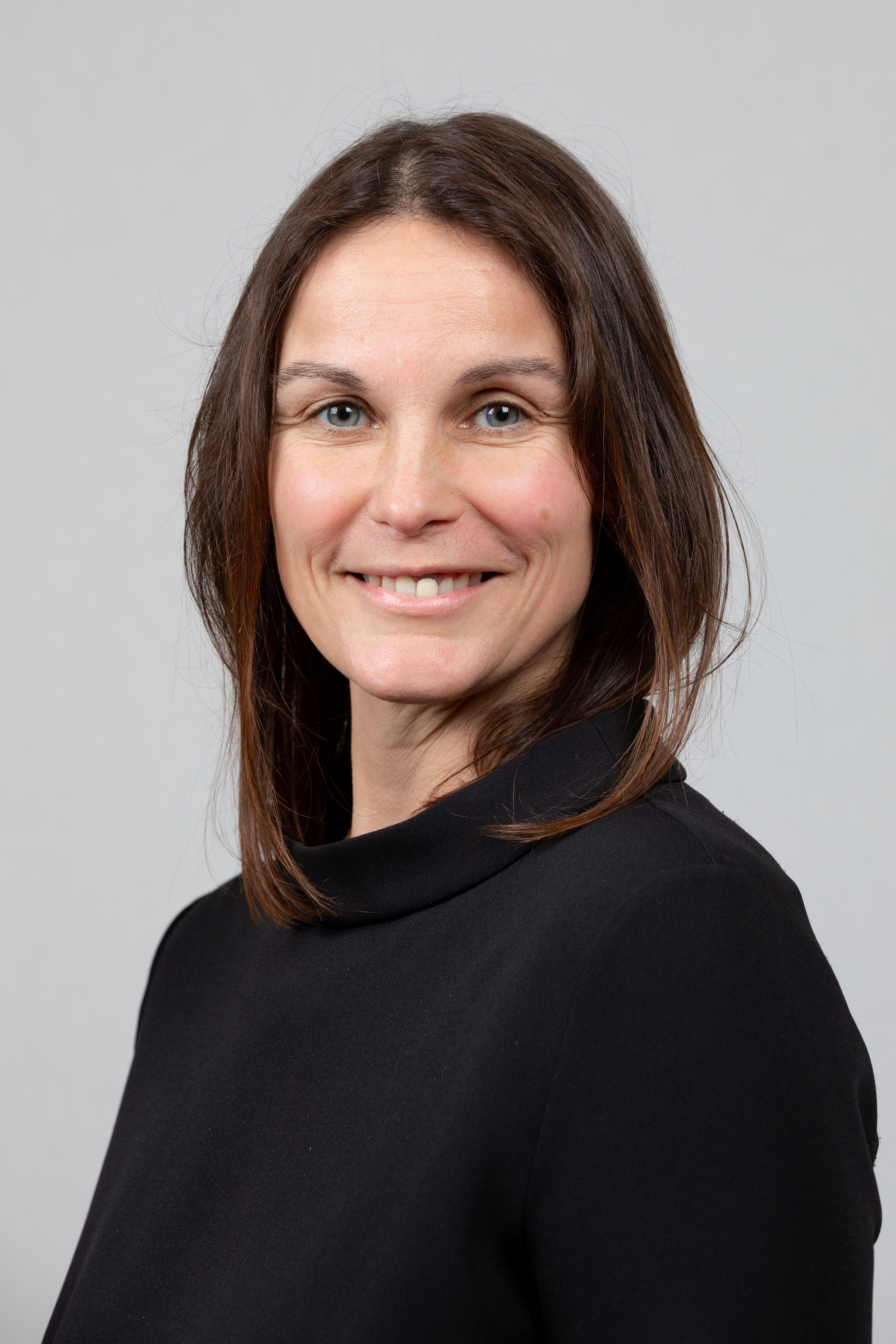
Katy Walther, 2019

Katy Walther (* 20. August 1974 in Bad Salzungen) ist eine deutsche Politikerin (Bündnis 90/Die Grünen) und seit 2019 Abgeordnete im Landtag Hessen.

## Leben
Walther studierte von 1994 bis 1997 und von 2001 bis 2004 Germanistik, Medienwissenschaft und Kunstgeschichte an der Philipps-Universität Marburg und schloss ihr Studium als Magistra Artium in Deutscher Sprache und Literatur ab. Von 1997 bis 1999 absolvierte sie ein Volontariat als Tageszeitungsredakteurin bei der Thüringer Lokalzeitung Meininger Tageblatt und arbeitete anschließend von 2000 bis 2001 bei der Tageszeitung Südthüringer Zeitung. Nach Abschluss ihres Studiums arbeitete Walther von 2004 bis 2009 als Assistentin der Chefredakteurin, Autorin und Layoterin bei medium magazin in Frankfurt am Main. Parallel und darüber hinaus war sie von 2004 bis 2018 freie Medienjournalistin, freie PR-Redakteurin mit dem Schwerpunkt auf gemeinnützigen Unternehmen.
Katy Walther wurde im März 2016 Mitglied bei Bündnis 90/Die Grünen. Sie ist für Bündnis 90/Die Grünen seit 2016 Stadtverordnete in Obertshausen. Bei der Landtagswahl in Hessen 2018 kandidierte sie im Wahlkreis Offenbach Land I und zog auf Platz 25 der Landesliste der Grünen am 18. Januar 2019 in den hessischen Landtag ein. Bei der Landtagswahl 2023 zog sie erneut über die Liste in den Landtag ein. Sie arbeitet in den Ausschüssen für Digitales und Datenschutz, für Wirtschaft, Energie, Verkehr und Wohnen und im Petitionsausschuss.
Katy Walther hat zwei Kinder.